# Egyptian Premier League 1949/50
Die Egyptian Premier League 1949/50 war die zweite Saison der Egyptian Premier League, der höchsten ägyptischen Meisterschaft im Fußball. Titelverteidiger al Ahly SC aus der Hauptstadt Kairo lag nach Ende der Meisterschaft punktegleich mit Tersana SC auf dem ersten Platz; durch das darauffolgende Entscheidungsspiel konnte al Ahly SC seinen Titel verteidigen. Im Vergleich zur Vorsaison wurden pro Spiel 0,26 Tore weniger geschossen.

## Teilnehmende Mannschaften
Folgende zehn Mannschaften nahmen in der Saison 1949/50 an der Egyptian Premier League teil. Drei Mannschaften kamen aus Alexandria, je zwei aus Gizeh und Kairo sowie je eine aus Ismailia, Port Fuad und Port Said. 
| Mannschaft             | Ort        | Stadion                     | Kapazität |
| ---------------------- | ---------- | --------------------------- | --------- |
| al Ahly SC             | Kairo      | Cairo International Stadium | 74.100    |
| al-Ittihad Al-Sakndary | Alexandria | Alexandria Stadium          | 13.660    |
| al-Masry               | Port Said  | Port-Said-Stadion           | 22.000    |
| Al-Sekka Al-Hadid      | Kairo      | Sekka El Hadeed-Stadion     | 25.000    |
| Farouq Club            | Gizeh      | Cairo International Stadium | 74,100    |
| El-Olympi              | Alexandria | Alexandria Stadium          | 13.660    |
| Ismaily SC             | Ismailia   | Ismailia Stadium            | 18.525    |
| Port Fuad              | Port Fuad  |                             |           |
| Tersana SC             | Gizeh      | Mit Okba Stadium            | 15.000    |
| Younan Alexandria      | Alexandria |                             |           |

## Modus
Alle zehn Mannschaften spielen je zwei Mal gegeneinander.

## Tabelle
| Pl.             | Verein                 | Sp. | S  | U | N | Tore    | Diff. | Punkte |
| --------------- | ---------------------- | --- | -- | - | - | ------- | ----- | ------ |
| 1.              | al Ahly SC (M, C)      | 18  | 9  | 5 | 4 | 027:100 | +17   | 23:13  |
| 2.              | Tersana SC             | 18  | 10 | 3 | 5 | 030:220 | +8    | 23:13  |
| 3.              | Farouq Club            | 18  | 8  | 4 | 6 | 027:190 | +8    | 20:16  |
| 4.              | Ismaily SC             | 18  | 7  | 4 | 7 | 026:280 | −2    | 18:18  |
| 5.              | al-Ittihad Al-Sakndary | 18  | 7  | 4 | 7 | 019:200 | −1    | 18:18  |
| 6.              | Port Fuad              | 18  | 7  | 4 | 7 | 021:240 | −3    | 18:18  |
| 7.              | al-Masry               | 18  | 4  | 8 | 6 | 021:240 | −3    | 16:20  |
| 8.              | El-Olympi              | 18  | 6  | 4 | 8 | 025:290 | −4    | 16:20  |
| 9.              | Al-Sekka Al-Hadid      | 18  | 4  | 6 | 8 | 018:250 | −7    | 14:22  |
| 10.             | Younan Alexandria      | 18  | 4  | 6 | 8 | 016:290 | −13   | 14:22  |
| Stand: Endstand |                        |     |    |   |   |         |       |        |

| (M) | Amtierender Meister     |
| (C) | Amtierender Pokalsieger |

## Entscheidungsspiel
al Ahly SC gewann im Entscheidungsspiel um den Gewinn der Fußballmeisterschaft gegen Tersana SC mit 2:1 und verteidigte somit seinen Titel.
| Pl.             | Verein            | Sp. | S | U | N | Tore    | Diff. | Punkte |
| --------------- | ----------------- | --- | - | - | - | ------- | ----- | ------ |
| 1.              | al Ahly SC (M, C) | 1   | 1 | 0 | 0 | 002:100 | +1    | 02:0   |
| 2.              | Tersana SC        | 1   | 0 | 0 | 1 | 001:200 | −1    | 0:20   |
| Stand: Endstand |                   |     |   |   |   |         |       |        |

| (M) | Amtierender Meister     |
| (C) | Amtierender Pokalsieger |